# Varvān
Varvān (persiska: بَربَند, وروان) är en ort i Iran.   Den ligger i provinsen Markazi, i den nordvästra delen av landet, 210 km sydväst om huvudstaden Teheran. Varvān ligger 1 854 meter över havet och antalet invånare är 121.
Terrängen runt Varvān är en högslätt. Runt Varvān är det glesbefolkat, med 20 invånare per kvadratkilometer. Närmaste större samhälle är Farmahīn, 13,4 km sydost om Varvān. Trakten runt Varvān består i huvudsak av gräsmarker.